# Смит, Джордж (полицейский)
Джордж Смит (англ. George Smith; 1876 — 14 января 1915) — британский полицейский и перетягиватель каната, серебряный призёр летних Олимпийских игр 1908.
На Играх 1908 в Лондоне Смит участвовал в турнире по перетягиванию каната, в котором его команда заняла второе место.